# Sudice (ort i Tjeckien, Södra Mähren)
Sudice är en ort i Tjeckien.   Den ligger i regionen Södra Mähren, i den östra delen av landet, 170 km öster om huvudstaden Prag. Sudice ligger 376 meter över havet och antalet invånare är 390.
Terrängen runt Sudice är kuperad åt nordost, men åt sydväst är den platt.Runt Sudice är det ganska tätbefolkat, med 78 invånare per kvadratkilometer. Närmaste större samhälle är Boskovice, 4,7 km söder om Sudice. I omgivningarna runt Sudice växer i huvudsak blandskog.